# Руемське сільське поселення
Руе́мське сільське поселення (рос. Руэмское сельское поселение) — муніципальне утворення у складі Медведевського району Марій Ел, Росія. Адміністративний центр — селище Руем.

## Населення
Населення — 4108 осіб (2019, 4265 у 2010, 4445 у 2002).

## Склад
До складу поселення входять такі населені пункти:
| Населений пункт        | Населення, осіб (2002) | Населення, осіб (2010) |
| ---------------------- | ---------------------- | ---------------------- |
| Красовка, присілок     | 8                      | 3                      |
| Крутий Овраг, присілок | 246                    | 276                    |
| Лавровка, присілок     | 8                      | 12                     |
| Малиновка, присілок    | 12                     | 13                     |
| Малиновський, селище   | 50                     | 18                     |
| Мітюково, присілок     | 166                    | 174                    |
| Нолька, присілок       | 84                     | 101                    |
| Ноля-Вершина, присілок | 139                    | 146                    |
| Оріховка, присілок     | 39                     | 34                     |
| Покровка, присілок     | 5                      | 14                     |
| Руем, селище           | 3577                   | 3319                   |
| Рябинка, присілок      | 36                     | 62                     |
| Яниково, присілок      | 75                     | 93                     |